# Leichtathletik-Länderkampf der Männer 1955 BR Deutschland – Luxemburg
| 6. Leichtathletik-Länderkampf mit bundesdeutscher Beteiligung 1955 | 6. Leichtathletik-Länderkampf mit bundesdeutscher Beteiligung 1955 |               |
| ------------------------------------------------------------------ | ------------------------------------------------------------------ | ------------- |
|                                                                    |                                                                    |               |
| Ländervergleich der Männer: BR Deutschland – Luxemburg             |                                                                    |               |
| Austragungsort                                                     | Mainz                                                              |               |
| Wettbewerbe                                                        | 16                                                                 |               |
| Datum                                                              | 31. Juli                                                           |               |
| 1. FRG 2. LUX                                                      | 115 P 053 P                                                        |               |
| Chronik                                                            |                                                                    |               |
| ← GBR-FRG (M)                                                      | SUI-FRG (M) →                                                      | SUI-FRG (M) → |

Den sechsten Vergleich des Länderkampfjahres 1955 gestalteten Deutschlands Männer in Mainz gegen Luxemburg. Am 31. Juli fand dieses Aufeinandertreffen zum insgesamt sechsten Mal statt. Deutschland trat wegen des gleichzeitig stattfindenden Länderkampfs gegen Großbritannien mit einem B-Team an.

## Wettbewerbe und Modus
Der Länderkampf beschränkte sich auf insgesamt sechzehn Wettbewerbe. Aus dem olympischen Katalog fehlten die Rennen über 10.000 Meter, 400 Meter Hürden und 3000 Meter Hindernis, der Marathonlauf, die beiden der Gehdisziplinen, der Dreisprung, der Hammerwurf sowie der Zehnkampf. Anstelle der 4-mal-400-Meter-Staffel wurde eine 4-mal-800-Meter-Staffel ausgetragen und anstelle des 5000-Meter-Laufs ein Rennen über 3000 Meter. Gewertet wurde in den Einzeldisziplinen nach dem Standardsystem, in den Staffeln mit fünf zu drei Punkten.

## Ergebnis
Die bundesdeutschen Leichtathleten entschieden vierzehn Wettbewerbe für sich, elf davon mit Doppelerfolgen. Mit dem 1500-Meter-Lauf und dem Weitsprung kam Luxemburg auf zwei siegreich beendete Disziplinen. So gewann die Bundesrepublik Deutschland wie auch in allen vorangegangenen Begegnungen hoch überlegen mit diesmal 115 zu 53 Punkten.

## Resultat

### 100 m
| Platz | Athlet            | Land | Zeit (s) |
| ----- | ----------------- | ---- | -------- |
| 1     | Friedrich Lembach | FRG  | 11,0     |
| 2     | Erich Fuchs       | FRG  | 11,0     |
| 3     | René Pütz         | LUX  | 11,2     |
| 4     | Reckinger         | LUX  | 11,4     |

### 200 m
| Platz | Athlet            | Land | Zeit (s) |
| ----- | ----------------- | ---- | -------- |
| 1     | Karl Blümmel      | FRG  | 22,0     |
| 2     | Friedrich Lembach | FRG  | 22,1     |
| 3     | Reckinger I       | LUX  | 23,2     |
| 4     | Reckinger II      | LUX  | 24,3     |

### 400 m
| Platz | Athlet           | Land | Zeit (s) |
| ----- | ---------------- | ---- | -------- |
| 1     | Horst Huber      | FRG  | 49,4     |
| 2     | Werner Pfander   | FRG  | 49,7     |
| 3     | Roger Bofferding | LUX  | 51,1     |
| 4     | Niedner          | LUX  | 53,4     |

### 800 m
| Platz | Athlet         | Land | Zeit (min) |
| ----- | -------------- | ---- | ---------- |
| 1     | Edmund Brenner | FRG  | 1:51,4     |
| 2     | Werner Erhard  | FRG  | 1:52,1     |
| 3     | Roger Müller   | LUX  | 1:52,2     |
| 4     | Braun          | LUX  | 2:00,8     |

### 1500 m
| Platz | Athlet        | Land | Zeit (min) |
| ----- | ------------- | ---- | ---------- |
| 1     | Josy Barthel  | LUX  | 3:51,6     |
| 2     | Werner Bumann | FRG  | 3:52,6     |
| 3     | Klaus Retiene | FRG  | 3:59,4     |
| 4     | Mendels       | LUX  | 4:05,8     |

### 3000 m
| Platz | Athlet       | Land | Zeit (min) |
| ----- | ------------ | ---- | ---------- |
| 1     | Heinz Laufer | FRG  | 8:31,0     |
| 2     | Paul Frieden | LUX  | 8:42,0     |
| 3     | Xaver Höger  | FRG  | 8:49,0     |
| 4     | Schreiber    | LUX  | 9:46,6     |

### 110 m Hürden
| Platz | Athlet           | Land | Zeit (s) |
| ----- | ---------------- | ---- | -------- |
| 1     | Rudolf Böck      | FRG  | 15,4     |
| 2     | Walter Thomas    | FRG  | 15,5     |
| 3     | Haas             | LUX  | 16,3     |
| 4     | François Bastian | LUX  | 18,1     |

### 400 m Hürden
| Platz | Athlet           | Land | Zeit (s) |
| ----- | ---------------- | ---- | -------- |
| 1     | Wolfgang Fischer | FRG  | 53,8     |
| 2     | Fritz Handrich   | FRG  | 56,0     |
| 3     | François Bastian | LUX  | 56,6     |
| 4     | Haas             | LUX  | 59,6     |

### 4 × 100 m Staffel
| Platz | Besetzung      | Land                                                        | Zeit (s) |
| ----- | -------------- | ----------------------------------------------------------- | -------- |
| 1     | BR Deutschland | Klaus Hieronymus Karl Blümmel Friedrich Lembach Erich Fuchs | 42,9     |
| 2     | Luxemburg      | Roger Bofferding Reckinger I Paul Knepper René Pütz         | 44,6     |

### 4 × 800 m Staffel
| Platz | Besetzung      | Land                                                      | Zeit (min) |
| ----- | -------------- | --------------------------------------------------------- | ---------- |
| 1     | BR Deutschland | Kurt Geis Karl-Heinz Schmalz Werner Bumann Edmund Brenner | 7:52,2     |
| 2     | Luxemburg      | Mendels Roger Müller Niedner Josy Barthel                 | 8:07,4     |

### Hochsprung
| Platz | Athlet          | Land | Höhe (m) |
| ----- | --------------- | ---- | -------- |
| 1     | Erich Bremicker | FRG  | 1,81     |
| 2     | Hans Schmidt    | FRG  | 1,76     |
| 3     | René Pütz       | LUX  | 1,66     |
| 4     | Schulte         | LUX  | 1,61     |

### Stabhochsprung
| Platz | Athlet       | Land | Höhe (m) |
| ----- | ------------ | ---- | -------- |
| 1     | Horst Drumm  | FRG  | 3,82     |
| 2     | Wigo Biffart | FRG  | 3,72     |
| 3     | Aimé Knepper | LUX  | 3,42     |
| 4     | Schlitz      | LUX  | 2,86     |

### Weitsprung
| Platz | Athlet         | Land | Weite (m) |
| ----- | -------------- | ---- | --------- |
| 1     | René Pütz      | LUX  | 7,10      |
| 2     | Wolf Reinhardt | FRG  | 7,06      |
| 3     | Karl Beitz     | FRG  | 6,67      |
| 4     | Reckinger II   | LUX  | 5,98      |

### Kugelstoßen
| Platz | Athlet        | Land | Weite (m) |
| ----- | ------------- | ---- | --------- |
| 1     | Karl Oweger   | FRG  | 14,82     |
| 2     | Lothar Müller | FRG  | 14,54     |
| 3     | René Kremer   | LUX  | 13,54     |
| 4     | Pigeon        | LUX  | 11,96     |

### Diskuswurf
| Platz | Athlet            | Land | Weite (m) |
| ----- | ----------------- | ---- | --------- |
| 1     | Karl Oweger       | FRG  | 48,04     |
| 2     | Erich Bremicker   | FRG  | 46,26     |
| 3     | René Kremer       | LUX  | 40,71     |
| 4     | Jeannot Bigelbach | LUX  | 38,42     |

### Speerwurf
| Platz | Athlet            | Land | Weite (m) |
| ----- | ----------------- | ---- | --------- |
| 1     | Herbert Koschel   | FRG  | 68,72     |
| 2     | Anton Diewald     | FRG  | 60,91     |
| 3     | Poncelet          | LUX  | 49,69     |
| 4     | Jeannot Bigelbach | LUX  | 48,55     |